# 必殺仕事人2016
『必殺仕事人2016』（ひっさつしごとにん にせんじゅうろく）は、2016年9月25日21時 - 23時10分にテレビ朝日系列で放送された朝日放送・テレビ朝日・松竹共同製作のテレビ時代劇で、必殺シリーズのスペシャルドラマ。主演は東山紀之。

## 概要
前作『必殺仕事人2015』の続編。前作で瓦屋の陣八郎役で出演した遠藤憲一が本作から正式にレギュラーとなる。本作では、小五郎が勤める本町奉行所にリストラの嵐が吹き荒れ、さらには奉行所の相棒である結城新之助に思いもよらぬ悲劇が襲い掛かる。
関東地区では10.0%の視聴率を記録した。
また、本作の放送以降、音楽担当の平尾昌晃が2017年7月21日に死去したため、本作が生前最後の必殺シリーズへの起用となった。

## あらすじ
小五郎たち仕事人は、若い娘達を食い物にしていた管理売春の胴元・蓬莱屋たちを討ち取るが、翌日上がった悪党の死体は仕事の的として依頼された人数より1人分多く、依頼を受けていない遺体の人物は南町奉行所の同心であった。
そんな中、本町奉行所には幕府から派遣された、大目付預かりの監察方番頭、朝比奈藤十郎がやってくる。朝比奈は経費削減のためにリストラを行うと宣言し、小五郎の相棒である結城にリストラ候補の選定を命じる。
一方、結城の娘であるお絹は、ひょんなことから油問屋の初音屋へと出入りするが、そこもまた若い娘達を食い物にする悪徳商売人の巣窟であった。

## キャスト

### 仕事人
渡辺小五郎（わたなべしょうごろう）
演 - 東山紀之
本町奉行所の同心。突然舞い込んできた人員整理の話に皆が慌てている中、相変わらずのんきにかまえていたが、そのような性格から皆よりリストラ候補にあげられてしまう。その反面、相棒である結城新之助とその娘であるお絹との関係を気にかけていた。初音屋の手入れの際にこっそり抜けだして自分の屋敷で一服していたが、その時に聞いたこうとふくの会話をきっかけに、今回の人員整理そのものに疑問を抱くが、その矢先に、結城が非業の死を遂げる。
結城の死、そして一連のリストラ騒動に何か裏があるのではと考え、結城とその家族の無念を晴らすべく、お菊に探りを頼む。
経師屋の涼次（きょうじやのりょうじ）
演 - 松岡昌宏
表家業は経師屋。裏家業は仕事人。裏で稼いだ金を博打ですってしまい、金欲しさに初音屋で絵描きの仕事を行うことになる。ひょこんなことから初音屋でお絹と出会い、彼女の担当の絵師になるが、彼女の春画で儲けようと目論んだ弥助から多額の前金を押し付けられ、一時は葛藤するが、最終的に弥助の要求を突っぱねる。その矢先に奉行所の手入れが来た事に気づき、お絹を連れて脱出し、家まで送り届ける。
また、初音屋の悪辣な商売に加担しているとリュウに指摘され、それが元でリュウとの間で軋轢が生じたが、終盤、鬼頭に追い詰められたリュウの危機を救う（本人は裏稼業の厳しさをリュウに理解させるために敢えて目に見える形では手を貸さなかったことにより、リュウからは助力を受けられなかったと誤解される）。
リュウ
演 - 知念侑李
前々作『必殺仕事人2014』から加入した仕事人。本作では、蕎麦屋で働いている。
田舎の寺で修行をしていたことから素朴な性格の持ち主で、涼次の初音屋での仕事、裏家業にあれこれ理屈を言い涼次と衝突することに。終盤、鬼頭進之助を仕留めようとした際、自分よりも殺生の場数が勝っている鬼頭の実力に苦戦する事となり、自分の懐刀を取り落とした上、川で鬼頭に顔を水面に押し付けられ溺死させられそうになるが、涼次の手助けもあり、鬼頭を討ち取る。
花御殿のお菊（はなごてんのおきく）
演 - 和久井映見
冒頭での蓬莱屋の仕事にて的として依頼された者のほかに同心の遺体が発見されたことに関して、自分たちのグループに加わってから日が浅い陣八郎に疑いをかけるが、遺体で発見された同心が自ら切腹したと小五郎から聞かされる。
奉行所の人員整理と結城の死の件で、以前から奉行所が人手不足にもかかわらず人数を減らすとの方針に疑問を抱き、本町奉行所に入り、裏を探ることになる。
瓦屋の陣八郎（かわらやのじんぱちろう）
演 - 遠藤憲一
元瓦職人で風来坊の仕事人。前作では、妻の泣きぼくろのお宮（山本美月）と共に裏家業を行っていたが、仕事の最中に妻を殺され、そのまま小五郎達のグループに加わる。
本作では、蓬莱屋の仕事の後、的として依頼された人数より1人多く遺体が発見されたことに際して、余計な仕事を行ったとお菊達から疑いの目を向けられるが、強く否定する。

### その他
増村倫太郎（ますむらりんたろう）
演 - 生瀬勝久
本町奉行所に勤める与力で小五郎の上司。幕府から派遣された朝比奈に人員整理（リストラ）を宣言され、浮足立っていたが、初音屋の手入れ失敗によって、余計に墓穴を掘ることとなり、朝比奈から「部下ともども一枚岩のバカ」と揶揄された上、その責任を追及された事で、自身がクビになるのではと戦々恐々とする。
一方で、結城が死んだ後、奉行所のリストラの件を含めて何か腑に落ちない事を感じ、小五郎の調査に協力しようとする等、何時になく骨のある一面も見せたが、必要な情報を入手した小五郎からこれ以上深入りされる事を防ぐための誘導尋問を受け、打ち首獄門を恐れ、最後はいつもの様に自己保身に走る。
結城新之助（ゆうきしんのすけ）
演 - 田口浩正
『必殺仕事人2010』から登場している小五郎の同僚。本作では、幕府から派遣された朝比奈から真面目な性格を見込まれ、世話役とリストラ候補選びに指名される。私生活では、長女のお絹に口をきいてもらえず関係がギクシャクしており、さらに蓬莱屋の事件現場で偶然幼馴染の鬼頭進之助と久しぶりに再会するも、彼からは冷たく突き放される等、公私共に悩みを抱えることに。
初音屋の手入れを奉行所の仲間と共に行うが、手入れのことを朝比奈に告げたため失敗に終わる。その後、朝比奈が市井のやくざ者と共謀している可能性を河原崎長七から告げられた事で、朝比奈と奉行所仲間達との板挟みとなり悩み苦しむが、一方で、私生活では少しずつ父親の心中を知ったお絹が心を開き、家族皆で葛餅を食べに行く約束をするなど、ようやく家族仲に改善の兆しが見られる。
しかし、その約束の日に朝比奈、鬼頭、弥助一味と彼らに寝返った河原崎に陥れられ、初音屋の手入れをやくざ者に密告した首謀者に仕立て上げられ、さらに自らの切腹に装われる形で鬼頭に腹を刺され絶命する。上司、同僚、幼なじみに裏切られ、不正の汚名を着せられたまま、家族との約束すら果たせずに殺されるという非業の最期に、相棒である小五郎も深い悲しみと喪失感を抱いた。
結城はつ（ゆうきはつ）
演 - 久保田磨希
新之助の妻。11人の子供を育てる肝っ玉お母さん。
奉行所のリストラと夫・新之助とお絹の関係がギクシャクしていることを案じる。夫とお絹の約束で家族全員で葛餅を食べに行くと聞き、喜ぶが、その約束の日に夫を朝比奈たちの姦計によって失うこととなる。
夫の遺品を引き取りに奉行所を訪れた際、夫は切腹するような人間ではないと訴え、奉行所からはそれを取り合われずにいたが、小五郎の言葉を聞き、子供たちと夫の墓へ参った後、その無念を晴らしたいと三番筋で依頼をする。その際、奉行所だけでなく、自分たちをそれとなく気にかけていた小五郎に対しても「普段から怠け者で、とても頼りにならない」と評していたことが明らかになる。
朝比奈たちが仕留められ夫の無念が晴らされた後、ふくに見送られながら子供11人と共に江戸を去る。
お絹（おきぬ）
演 - 浜辺美波
新之助の長女。年頃の娘で仕事が忙しくて自分のことにかまけてくれない父・新之助に不満がある。このようなことから夜な夜な出歩くようになり、さらに父との関係が冷めてしまう。
気まぐれから初音屋に出入りするが、そこで涼次と出会い、窮地を救われる。それをきっかけに父に対する見方を改め、関係は少しずつ修復され、父と家族全員で葛餅を食べに行く約束をするまでになるが、その約束の日に父を亡くし、直接詫びる事が出来なかった事を後悔する。仕事人によって父の仇である朝比奈たちが仕留められた後、母や幼い弟妹皆と共に江戸を去る。
渡辺こう
演 - 野際陽子
小五郎の姑。奉行所のリストラ最有力候補に小五郎が挙げられた事を知り、寝込んでしまう。そして、もしリストラとなれば離縁だと小五郎とふくに迫る。
その一方で「奉行所は人手不足なのに、なぜ人数を減らす必要があるのか?」という疑問を口にするが、その一言によって小五郎は今回の人員整理の裏にあるなにかを察することとなる。
渡辺ふく
演 - 中越典子
小五郎の妻。奉行所にリストラの嵐が吹き荒れていると聞き、母こうと共に不安に駆られる。その一方で母と共に奉行所の人員整理に関して不審を抱いていた。エンディングでは江戸を去る結城はつとその子供たちを見送った。

### ゲスト
朝比奈藤十郎（あさひなとうじゅうろう）
演 - 安田顕
大目付預かりの役人。幕府から本町奉行所に派遣され、経費削減のための人員整理を宣言。結城新之助にリストラ要員を選定するよう申し渡す。
実は弥助たちの黒幕で、悪党達から賄賂を受け取る傍ら、リストラを名目に、始末した同心の給与を不正に受け取り着服するなど、私利私欲のための悪事に手を染めている。
雲海流免許皆伝という剣豪でもあり、鬼頭が投げ付けた酒器を即座に一刀両断するだけの剣の技量を持ち、小五郎との一騎討ちでも互角の勝負を繰り広げ、遂には小五郎の手から太刀を打ち飛ばした。しかし、これまで自身の手を汚さぬ事に徹してきたために小五郎のように直接人を斬った経験がなかったのが裏目となり、勝利を確信して油断した隙を突かれる形で脇差を刺され、敗北。今際の際には「武士らしく切腹を」と懇願するが、小五郎から「都合のいい事を言ってんじゃねぇ!」と一蹴されながら斬り捨てられ、切腹を偽装しながら悪事を働いてきた自身が、最後は切腹の望みを拒否されて斬られるという皮肉且つ因果応報な末路を迎えた。
鬼頭進之助（きとうしんのすけ）
演 - 寺島進
結城新之助と幼なじみの絵師。涼次をも凌ぐ絵の才能を持っているも、かつて喧嘩の最中に利き腕を斬られた事がきっかけで絵が描けなくなり、現在は絵に対する情熱を失い、その憂さを晴らす様に酒や釣り、そして殺人をはじめとした裏仕事に手を染め、今や弥助一味に用心棒兼刺客として雇われている。
結城からは「進ちゃん」と呼ばれ慕われているが、その実、殺人そのものを楽しむ趣向を秘めており、結城に対する友情も皆無に等しく、結城と久しぶりに再会したにもかかわらず、冷たく突き放し続けた末、朝比奈の指示で結城を切腹に見せかけ殺害する。
これまで幾多の人間を殺害してきたため、仕事人をも凌ぐ程の腕前を持つ。終盤でのリュウとの戦いでは、釣り竿を武器にリュウを苦戦させた末、リュウの顔を川の水面に押し付けて返り討ち寸前にまで追いやったが、涼次の手助けを得たリュウの反撃を受けて、自らが川に没することとなる。
弥助（やすけ）
演 - 温水洋一
油問屋を装い、若い娘達を唆して、雇った絵師達に彼女達の春画を描かせるという悪徳商売を営んでいるヤクザ者。
初音屋に現れたお絹の美貌に目をつけ、彼女の担当の絵師になった涼次に多額の前金を餌にして彼女の春画を描くように迫る。
実は朝比奈と裏で繋がっており、賄賂と引き換えに悪徳商売の黙認や手入れの情報を密告してもらう等の協力関係を結んでいた。
終盤、涼次から前述の前金の代わりに描いた春画を渡され、それに見惚れている間に迫ってきた涼次に仕留められる。
河原崎長七（かわらざきちょうしち）
演 - 尾美としのり
本町奉行所に勤める同心の一人で小五郎、結城の先輩。幕府からやってきてリストラを宣言した朝比奈藤十郎に反発し、同心達の中心的存在に立って朝比奈を追いだそうとするが、一方で朝比奈の世話役に選ばれた結城に対しても疑心暗鬼に陥り、いろいろと探りを入れる。しかし、朝比奈の裏の顔を見たことをきっかけに反対に彼に取り込まれてしまう。
結城に罪を着せて始末する事には躊躇する様子も見せるも、朝比奈から結城の分の給与を差し渡すとの誘惑に負けて、朝比奈らに加担したため、仕事の的の一人に加えられ、死ぬ間際には自身は無関係であると主張するが陣八郎によって仕留められる。
蓬莱屋繁蔵（ほうらいや しげぞう）
演 - 大鷹明良
表稼業は薬問屋。裏の顔は未成年の娘の管理売春の胴元。本作の冒頭部分で討ち取られた悪党の一人。
あさぎ
演 - ミッツ・マングローブ
蓬莱屋繁蔵の妻。本作の冒頭部分で討ち取られた悪党の一人。
馬場彦左衛門（ばば ひこざえもん）
演 - 緋田康人
蓬莱屋の用心棒。本作の冒頭部分で討ち取られた悪党の一人。
九兵衛（きゅうべえ）
演 - 今野浩喜
蓬莱屋の番頭。本作の冒頭部分で討ち取られた悪党の一人。
口入屋主人
演 - つぶやきシロー

## 殺し技
渡辺小五郎
大刀を使用した居合で悪人を、斬る、刺す。相応の手練を相手にする際には激しく剣を交える。
BGM「中村主水のテーマ」に乗せて仕事を遂行する。仕事の冒頭でBGM「裁きの刻」が使用された。
経師屋の涼次
悪人の背後に回り、仕込み筆から抜き出した長い錐を相手の肩口から深く突き刺し、心臓まで到達させ、血を体内に噴出させる。
また殺し技ではないが、リュウに迫る鬼頭に対して、かつての仲間である仕立て屋の匳が使っていた様な遠くから縫い糸を使って鬼頭の脇差を鞘から引き抜いて川に落とす技を見せ、リュウに形勢逆転のチャンスを与える。
BGM「闇夜に仕掛ける」に乗せて仕事を遂行する。
リュウ
懐剣で、悪人の急所を突き刺す。
鬼頭に対する仕事では、格闘の際に自身の懐剣を取り落としてしまったため、涼次の助力で手にした鬼頭の脇差を使用した。
新録音源集収録の「決意」をBGMに乗せて仕事を遂行する。
瓦屋の陣八郎
表稼業で使用するたがねをメリケンサックの様に用いて、瓦割りの要領で相手の額を線を描くようになぞってから、その中心を突く事で頭蓋骨を砕く。
BGM「いざ行かん」に乗せて仕事を遂行する。

## スタッフ
- 脚本 - 寺田敏雄
- 監督 - 石原興
- 音楽 - 平尾昌晃
- ゼネラル プロデューサー - 森山浩一（朝日放送）、内山聖子（テレビ朝日）
- チーフ プロデューサー - 武田功（松竹）
- プロデューサー - 飯田新（朝日放送）、秋山貴人（テレビ朝日）、渡邊竜（松竹）
- 制作 - 朝日放送、テレビ朝日、松竹